# ひだま〜ぶる×☆☆☆
『ひだま〜ぶる×☆☆☆』（ひだまーぶる ほしみっつ）は、marbleのコンセプト・アルバム。2010年（平成22年）5月12日にGloryHeavenから発売された。『ひだまりスケッチ×☆☆☆』をイメージして作られたアルバム。ジャケットにはmiccoと菊池達也のイラストが描かれている。

## 収録曲
1. できるかなって☆☆☆ 〜Acoustic&☆☆☆ version〜 [4:31]
作詞：畑亜貴、作曲：村井大、編曲：菊池達也
  - テレビアニメ『ひだまりスケッチ×☆☆☆』オープニングテーマ
2. 私だけの道 〜無限story2〜 [4:49]
作詞・作曲：micco、編曲：菊池達也
  - 『ひだまりスケッチ×☆☆☆』ゆのイメージソング
3. happy♪eating♪fight!! [3:50]
作詞：micco、作曲・編曲：菊池達也
  - 『ひだまりスケッチ×☆☆☆』宮子イメージソング
4. 赤い色のソファー [4:44]
作詞：micco、作曲・編曲：菊池達也
  - 『ひだまりスケッチ×☆☆☆』沙英イメージソング
5. yurufuwa [4:01]
作詞：micco、作曲・編曲：菊池達也
  - 『ひだまりスケッチ×☆☆☆』ヒロイメージソング
6. 水玉の空 [4:01]
作詞：micco、作曲・編曲：菊池達也
  - 『ひだまりスケッチ×☆☆☆』乃莉イメージソング
7. 深呼吸 [3:36]
作詞：micco、作曲・編曲：菊池達也
  - 『ひだまりスケッチ×☆☆☆』なずなイメージソング
8. 雲は一つだけじゃない、友達になろう。 [3:12]
作詞：micco、作曲・編曲：菊池達也
  - 『ひだまりスケッチ×☆☆☆』うめ先生イメージソング
9. me＊you 〜falling love with my teacher〜 [4:30]
作詞・作曲・編曲：菊池達也
  - 『ひだまりスケッチ×☆☆☆』LOVE SONG for 吉野屋先生
10. 新しい世界〜Acoustic&woodbass version〜 [4:36]
作詞・作曲：micco、編曲：菊池達也
  - ニンテンドーDS用ゲームソフト『すごろくスケッチ×365』エンディングテーマ
11. さくらさくら咲く 〜あの日君を待つ 空と同じで〜 〜Acoustic&hidamarble version〜 [3:54]
作詞：micco、作曲・編曲：菊池達也
  - テレビアニメ『ひだまりスケッチ×☆☆☆』エンディングテーマ
  - テレビアニメ『ひだまりスケッチ 沙英・ヒロ 卒業編』挿入歌
12. 幸せは星の上 [6:24]
作詞：micco、作曲・編曲：菊池達也
  - 『ひだま～ぶる×☆☆☆』テーマソング